# Museum Pfalzgalerie Kaiserslautern

Logo

Das Museum Pfalzgalerie Kaiserslautern ist ein Kunstmuseum in Kaiserslautern. Es wurde 1874 auf Initiative des pfälzischen Regierungspräsidenten Paul von Braun durch Carl Spatz als Gewerbemuseum gegründet. Das von 1875 bis 1880 erbaute Museumsgebäude war zunächst auch Sitz der Königlichen Kreisbaugewerkschule Kaiserslautern.
Heutige Aufgabe der Pfalzgalerie ist die Pflege und Präsentation von Malerei und Plastik des 19. bis 21. Jahrhunderts. Das Museum verfügt zudem über eine umfangreiche grafische Sammlung. Es steht unter der Trägerschaft des Bezirksverbandes Pfalz. Das Haus liegt mitten in der Kaiserslauterner Innenstadt unweit des Rathauses. Direktor des Museums ist seit 2022 Steffen Egle.

## Geschichte des Hauses

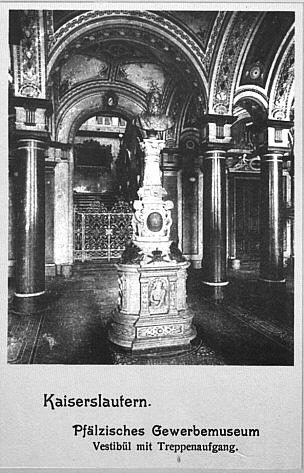
Die alte Eingangshalle um 1900

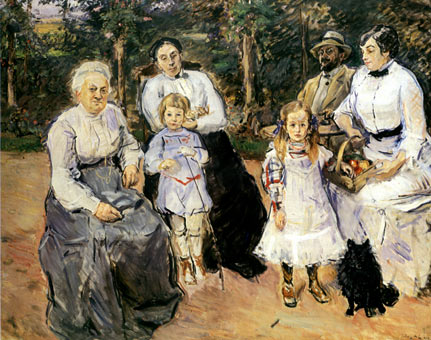
Max Slevogt: Familie Slevogt im Garten von Godramstein

Um auch im linksrheinischen, weit vom Landeszentrum entfernten Teil des Königreichs Bayern die Ausbildung hochwertiger Fachkräfte für das Bau- und Kunsthandwerk zu gewährleisten, gründete die Regierung dort 1874 eine Baugewerkschule mit Sitz in Kaiserslautern, das zentral im pfälzischen Gebiet lag. Das Institut entstand in Anlehnung an die bereits 1823 gegründete Baugewerkschule München. Gleichzeitig wurde das Pfälzische Gewerbemuseum zur Ausstellung von historischen und neuen Produkten des pfälzischen Kunsthandwerks gegründet. Regierungspräsident Paul von Braun förderte beide Projekte nachhaltig; erster Direktor beider Institutionen wurde der Architekt Carl Spatz (1845–1907), der auch das Gebäude entwarf, in dem beide gemeinsam angesiedelt werden sollten. Es wurde zwischen 1875 und 1880 im Stil der Neorenaissance erbaut. Die Baugewerkschule nahm das Erdgeschoss ein, das Museum nutzte das Obergeschoss. Im Inneren gab es repräsentative Räume mit prachtvoller Ausstattung. Besonders die Eingangshalle mit ihren Porphyrsäulen war berühmt, ebenso wie der große Festsaal im Obergeschoss, genannt Königssaal. Die Innenräume waren weitgehend mit Fresken und Dekorationsmalereien geschmückt. Janez Šubic (1850–1889), einer der namhaftesten Maler Sloweniens und von 1884 bis 1889 Lehrer für dekorative Kunst an der Kreisbaugewerkschule Kaiserslautern, gehörte zu den Ausführenden, genau wie Jakob Rumetsch aus Speyer, ebenfalls Lehrer an der Kreisbaugewerkschule, der in Kaiserslautern auch die Villa Munzinger ausmalte.
Wegen Platzmangels zog die Kreisbaugewerkschule 1897 in ein neu errichtetes Schulgebäude hinter der Pfalzgalerie und überließ diese gänzlich dem Museum.
1937 wurden im Rahmen der deutschlandweiten konzertierten Aktion „Entartete Kunst“ aus dem damaligen Pfälzischen Gewerbemuseum nachweislich insgesamt 86 Arbeiten bildender Künstler beschlagnahmt. Ein großer Teil davon wurde zerstört.
Die Gebäude wurden 1944 durch Kriegseinwirkung zerstört und nur die Pfalzgalerie wiederaufgebaut. Die Innenausstattung des Gebäudes ging dabei verloren.
Heute ist die Pfalzgalerie ein Kunstmuseum und zeigt auch kunsthandwerkliche Exponate im Sinne des alten Pfälzischen Gewerbemuseums, aus dem sie hervorging. Von 1994 bis März 2022 war Britta E. Buhlmann Direktorin des Museums Pfalzgalerie Kaiserslautern. Neuer Direktor des Museums wurde Steffen Egle.  22.560 Besucher kamen 2017 ins Museum.

## Künstler, deren Werke als „entartet“ 1937 nachweislich aus der Sammlung des Pfälzischen Gewerbemuseums beschlagnahmt wurden
Ernst Barlach, Max Beckmann, René Beeh, Franz Bronstert, Heinrich Campendonk, Lovis Corinth, Erich Dietrich (* 1890), Otto Dix, Lyonel Feininger, Paul Gangolf, Otto Gleichmann, Hans-Friedrich Groß, Carry Hauser, Erich Heckel, Ludwig Herthel, Edgar Jené, Paul Klee, Moissey Kogan, Oskar Kokoschka, Werner Laves (1903–1972), Gerhard Marcks, Frans Masereel, Ewald Mataré, Wilhelm Maxon, Emil Nolde, Max Pechstein, Hans Purrmann, Harriet von Rathlef-Keilmann, Hans Reichel, Kurt Ferdinand Roesch, Albert Schamoni, Eva Marie Schlenzig, Karl Schmidt-Rottluff, Georg Tappert, Julius Troschel, Max Unold, Ludwig Waldschmidt, Georg Philipp Wörlen, Karl Zerbe, Fritz Zolnhofer und ein Anonymus „Fischli“.

## Sammlung
Das Museum Pfalzgalerie Kaiserslautern zeigt in den Dauerausstellungsräumen im zweiten Obergeschoss kunsthistorisch bedeutende Exponate (Malerei und Plastik sowie Kunsthandwerk mit Möbeln, Glas, Porzellan und Goldschmiedearbeiten) vom 15. Jahrhundert bis zur Gegenwart. Dabei nimmt das 19. bis 21. Jahrhundert einen besonderen Schwerpunkt ein (u. a. Stiftung aus dem Jahre 1903 des aus Landstuhl stammenden Münchner Hofrats Joseph Benzino mit Werken der romantisch-realistischen Malerei der Münchner Schule des 19. Jahrhunderts). Die Räume sind teilweise nach thematischen und teilweise nach chronologischen Aspekten gegliedert.
Unter den Beständen der Gemälde- und Skulpturensammlung sowie der Graphischen Sammlung befinden sich Meisterwerke des deutschen Impressionismus von Max Liebermann, Lovis Corinth und Max Slevogt, des Expressionismus von Max Beckmann, Ernst Ludwig Kirchner, Erich Heckel, Max Pechstein und Hermann Scherer sowie Werke von Arnold Böcklin, Anselm Feuerbach, Carl Spitzweg, Wilhelm Lehmbruck, Hans Purrmann, Albert Weisgerber, Johann Wilhelm Schirmer und Albert Carrier-Belleuse. Max Slevogt ist ein eigener Raum gewidmet, in dem Hauptwerke aus verschiedenen Schaffensphasen gezeigt werden, darunter sein repräsentatives Familienbild.
Die Neue Sachlichkeit ist u. a. vertreten mit Porträts von Otto Dix und Alexander Kanoldt. Die Kunst nach 1945 wird repräsentiert durch Werke von Ernst Wilhelm Nay, Willi Baumeister, Antoni Tàpies und Fritz Winter sowie Hans Arp und Lucio Fontana. Unter den zeitgenössischen Werken finden sich solche von Reinhard Ader, Georg Baselitz, Franz Bernhard, Eberhard Bosslet, Leiko Ikemura, Kiki Smith, Andrea Zaumseil, Camill Leberer, Andreas Bee, Martin Noel, Michael Burges, Jerry Zeniuk, Erik Levine oder Richard Serra sowie Rémy Zaugg. An bedeutenden Pfälzer Künstlern sind Werke von Hans Purrmann, Ludwig Fellner und Otto Dill in der Sammlung vertreten. Das Museum besitzt darüber hinaus 8 Werke des Malers Rudolf Levy, der 1944 in Auschwitz ermordet wurde.
2007 erhielt die Pfalzgalerie Kaiserslautern als Schenkung das druckgrafische Werk des Bildhauers Martin Mayer. Vor dem Gebäude des Museums steht seit 2018 die Plastik Berlin des niederländischen Künstlers Lon Pennock. Das extra für diesen Standort geschaffene Werk konnte mit Unterstützung der niederländischen Stiftung Stiftung DutchArtWorks erworben werden. Es ist bereits die zweite Plastik des Künstlers, die dauerhaft in Kaiserslautern installiert ist.

## Ausstellungen (Auswahl)
- 1970: Philipp Harth: Plastiken und Zeichnungen
- 2005: Christiane Conrad: Malerei – Thomas Brummett: Fotografie[11][12]
- 2010: Geheimnisvolle Zwischenwelten. Arvid Boecker, Leiko Ikemura, Martin Streit, Luis Vidal und andere zeitgenössische Positionen,[13]
- 2011: Richard Serra: Paperworks
- 2013: Magnum Opus – Hans Hofmann; Katalog
- 2014: Pierrette Bloch: Punkt, Linie, Poesie; Katalog
- 2019: Elisabeth Treskow. Golden Girls – No. 1
- 2019/20: Eva Jospin. Wald(t)räume
- 2021/22: Finale – Director’s Cut
- 2022: Vom Zauber der Handbewegung. Eine Geschichte der Zeichnung im 20. und 21. Jahrhundert[14]
- 2023/24: Rudolf Levy (1875–1944) – Magier der Farbe[15]

## Förderverein
Der 1981 gegründete Förderverein Freunde des Museums Pfalzgalerie e. V. unterstützt das Museum Pfalzgalerie Kaiserslautern auf ideelle und materielle Weise. Zu seinen Aufgaben gehören die Bestandssicherung des Museums, Unterstützung bei der Erweiterung der Sammlung und ihrer wissenschaftlichen Bearbeitung sowie entsprechende Öffentlichkeitsarbeit. So konnte mit seiner Hilfe 2005 die Skulptur Pnog von Robert Schad angekauft und dem Museum übergeben werden. Ferner werden regelmäßig Informationen über die Aktivitäten des Museums erarbeitet und zu Atelierbesuchen und Sonderveranstaltungen (Vortragsreihen u. a.) eingeladen.

## Veranstaltungen
Das Museum Pfalzgalerie bietet Programme mit ausstellungsbegleitenden Veranstaltungen sowie Konzerte, Lesungen, offene Nachmittage für Künstler, Performances, Führungen, Filmvorführungen, Vorträge, Diskussionen, Kindermalschule, Kindergalerie und den Jugend-Kunst-Treff an.